# Vuelta al Táchira 1979
La 14ª edición de la Vuelta al Táchira se disputó desde el 13 hasta el 23 de enero de 1979.
Perteneció al calendario de la Federación Venezolana de Ciclismo. El recorrido contó con 10 etapas y 1236 km, transitando por los estados Mérida, Lara, Portuguesa, Barinas y Táchira.
El ganador fue el venezolano José Duaxt del equipo Lotería del Táchira, quien fue escoltado en el podio por Víctor Okelelov y Arcadio Méndez.
Las clasificaciones secundarias fueron; Ildar Gubaidulin ganó la clasificación por puntos, Epifanio Arcila la montaña, el sprints para Luis Vivas, y la clasificación por equipos la ganó Lotería del Táchira.

## Equipos participantes
Participaron varios equipos conformados por entre 6 y 8 corredores, con equipos de Venezuela, Cuba, Unión Soviética, Polonia, Italia, Argentina y Colombia.
| - Lotería del Táchira - Lotería del Táchira B - Club Martell - Club Martell B - Club Martell C - Selección de Táchira - Selección de Barinas - Selección de Trujillo - Dirección de Educación Mérida - Gobernación de Mérida - Selección de Guárico | - Selección de Colombia - Selección de Unión Soviética - Selección de Cuba - Selección de Italia - Selección de Checoslovaquia - Selección de Polonia - Selección de Argentina |

## Etapas
| Etapa | Fecha       | Recorrido                    | Km  | Ganador            | Lider            |
| 1ª    | 13 de enero | Circuito en San Cristóbal    | 100 | José Castellanos   | José Castellanos |
| 2ª    | 14 de enero | Rubio - Santa Bárbara        | 187 | Jorge Gómez        | Davide Pollio    |
| 3ª    | 15 de enero | Santa Bárbara - Barinas      | 172 | Víctor Suárez      | Davide Pollio    |
| 4ª    | 16 de enero | Circuito en Barinas          | 81  | Ryszard Surkowsky  | Davide Pollio    |
| 5ª    | 17 de enero | Barinas - Guanare            | 96  | Justo Galaviz      | Davide Pollio    |
| 6ª    | 18 de enero | Guanare - Barquisimeto       | 170 | Jesús Torres       | José Duaxt       |
| 7ª A  | 19 de enero | CRI de Quíbor a Barquisimeto | 27  | Zdenek Benacek     | José Duaxt       |
| 7ª B  | 19 de enero | Circuito en Barquisimeto     | 107 | Marino Bastianello | José Duaxt       |
| 8ª    | 21 de enero | Mérida - Tovar               | 72  | Ildar Gubaidulin   | José Duaxt       |
| 9ª    | 22 de enero | Tovar - La Grita             | 143 | Viktor Okolelov    | José Duaxt       |
| 10.ª  | 23 de enero | La Grita - San Cristóbal     | 123 | José Duaxt         | José Duaxt       |

## Clasificaciones

### Clasificación general
| Posición | Ciclista         | Equipo                       | Tiempo     |
|          | José Duaxt       | Lotería del Táchira          | 31:51:25   |
| 2º       | Viktor Okolelov  | Selección de Unión Soviética | + 00:00:26 |
| 3º       | Arcadio Méndez   | Club Martell C               | + 00:00:45 |
| 4º       | Ildar Gubaidulin | Selección de Unión Soviética | + 00:01:56 |
| 5º       | Mario Medina     | Lotería del Táchira          | + 00:02:21 |
| 6º       | Bandera de ?     | Bandera de ?                 |            |
| 7º       | Bandera de ?     | Bandera de ?                 |            |
| 8º       | Bandera de ?     | Bandera de ?                 |            |
| 9º       | Bandera de ?     | Bandera de ?                 |            |
| 10º      | Bandera de ?     | Bandera de ?                 |            |

### Clasificación por puntos
| Posición | Ciclista         | Equipo                       | Puntos |
|          | Ildar Gubaidulin | Selección de Unión Soviética |        |
| 2°       | Bandera de ?     | Bandera de ?                 |        |
| 3°       | Bandera de ?     | Bandera de ?                 |        |

### Clasificación de la montaña
| Posición | Ciclista        | Equipo                | Puntos |
|          | Epifanio Arcila | Gobernación de Mérida |        |
| 2°       | Bandera de ?    | Bandera de ?          |        |
| 3°       | Bandera de ?    | Bandera de ?          |        |

### Clasificación de los sprints
| Posición | Ciclista     | Equipo       | Puntos |
|          | Luis Vivas   | Club Martell |        |
| 2°       | Bandera de ? | Bandera de ? |        |
| 3°       | Bandera de ? | Bandera de ? |        |

### Clasificación sub-23
| Posición | Ciclista     | Equipo       | Tiempo |
|          | Bandera de ? | Bandera de ? |        |
| 2°       | Bandera de ? | Bandera de ? |        |
| 3°       | Bandera de ? | Bandera de ? |        |

### Clasificación por equipos
| Posición | Equipo                       | Tiempo       |
|          | Lotería del Táchira          | Bandera de ? |
| 2°       | Selección de Unión Soviética | Bandera de ? |
| 3°       | Club Martell                 | Bandera de ? |